# Street Sounds Electro 1
Street Sounds Electro 1 er det første opsamlingsalbum i en serie og blev udgivet i 1983 af StreetSounds. Albummet udkom som LP-plade og kassettebånd og består af otte electro og old school hip hop numre mixet af Herbie Laidley.

## Sporliste
| 1. | "I'm The Packman (Eat Everything I Can)" | The Packman     | 6:35 |
| 2. | "Jam On Revenge (The Wikki-Wikki Song)"  | Newcleus        | 7:49 |
| 3. | "Break Dancin' — Electric Boogie"        | West Street Mob | 5:02 |
| 4. | "Get Wet"                                | C-Bank          | 7:52 |

| 1. | "Dog Talk"                 | K-9 Corp. featuring Pretty C               | 9:35 |
| 2. | "Feel The Force"           | G-Force featuring Ronnie Gee & Captain Cee | 7:24 |
| 3. | "Ray-Gun-Omics"            | Project Future                             | 6:40 |
| 4. | "The Return Of Capt. Rock" | Captain Rock                               | 8:23 |